# Hodenc-l'Évêque
Pour les articles homonymes, voir L'Évêque.
Hodenc-l'Évêque est une commune française située dans le département de l'Oise, en région Hauts-de-France.
Ses habitants se nomment les Hodencquois et Hodencquoises.

## Géographie

### Description
Hodenc-l'Evêque est un village-rue picard du pays de Thelle dans l'Oise, dont le territoire, de 3,47 km2 est assez escarpé, puisque son altimétrie varie de 93 à 216 mètres au-dessus du niveau de la mer, soit un dénivelé de 123 m.
Il est situé à 11 km à vol d'oiseau au nord de Méru, 21 km au nord-est de Chaumont-en-Vexin et 28 km de Gisors, 12 km au sud-est de Beauvais et 20 km à l'ouest de Clermont.

### Communes limitrophes
Les communes limitrophes sont  Abbecourt, La Drenne, Le Coudray-sur-Thelle, Ponchon, Saint-Sulpice et Silly-Tillard.
| Saint-Sulpice                              |                 | Abbecourt |
|                                            | Hodenc-l'Évêque | Ponchon   |
| La Neuville-d'Aumont Le Coudray-sur-Thelle | Silly-Tillard   |           |

### Hydrographie
La commune est située dans le bassin Seine-Normandie. Elle n'est drainée par aucun cours d'eau,.

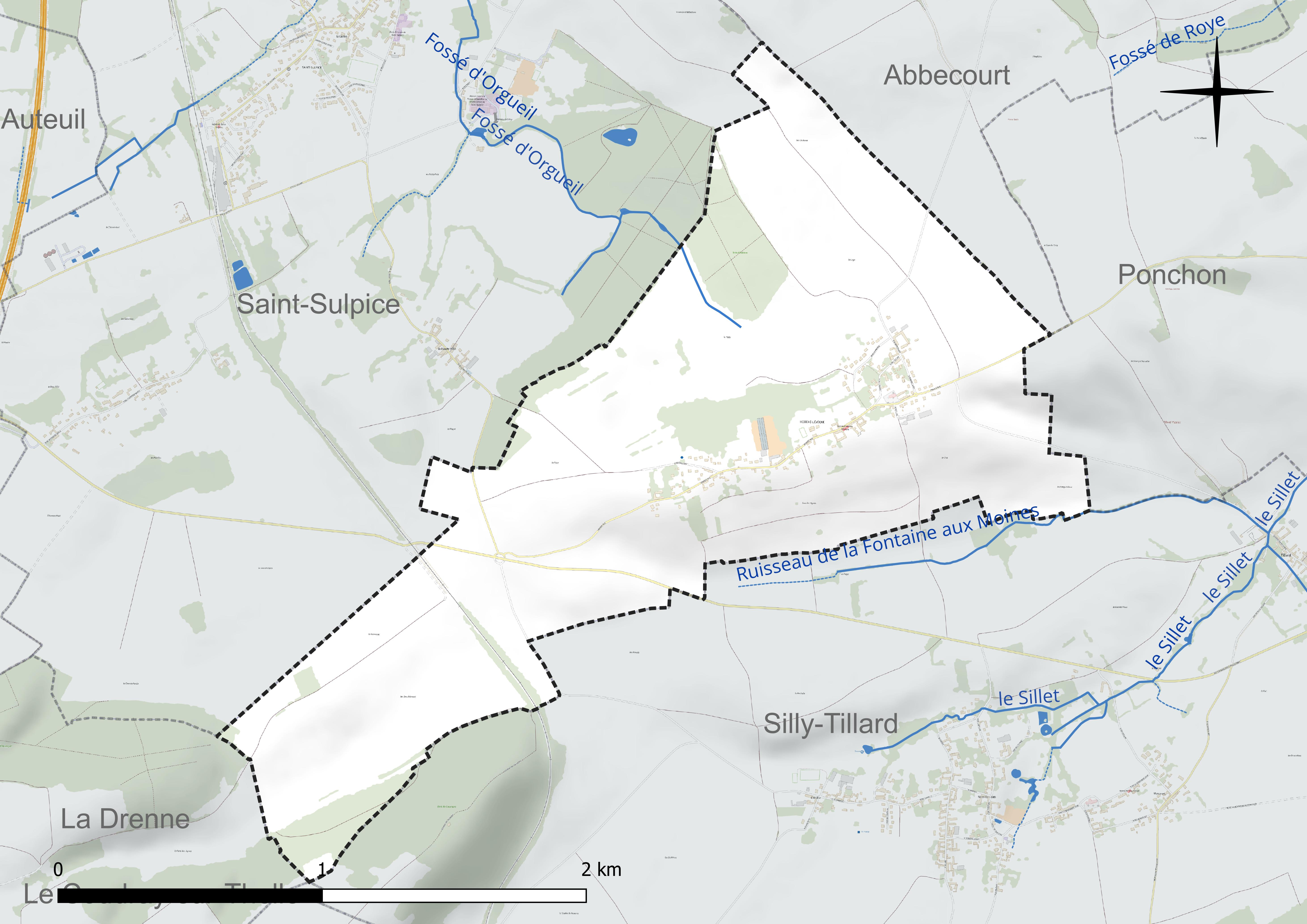
Réseau hydrographique de Hodenc-l'Évêque.

### Climat
Pour des articles plus généraux, voir Climat des Hauts-de-France et Climat de l'Oise.
En 2010, le climat de la commune est de type climat océanique dégradé des plaines du Centre et du Nord, selon une étude du CNRS s'appuyant sur une série de données couvrant la période 1971-2000. En 2020, Météo-France publie une typologie des climats de la France métropolitaine dans laquelle la commune est exposée à un climat océanique et est dans la région climatique  Sud-ouest du bassin Parisien, caractérisée par une faible pluviométrie, notamment au printemps (120 à 150 mm) et un hiver froid (3,5 °C). 
Pour la période 1971-2000, la température annuelle moyenne est de 10,3 °C, avec une amplitude thermique annuelle de 14,5 °C. Le cumul annuel moyen de précipitations est de 742 mm, avec 12,4 jours de précipitations en janvier et 8,4 jours en juillet. Pour la période 1991-2020, la température moyenne annuelle observée sur la station météorologique la plus proche, située sur la commune de Tillé à 14 km à vol d'oiseau, est de 11,0 °C et le cumul annuel moyen de précipitations est de 655,5 mm,. Pour l'avenir, les paramètres climatiques de la commune estimés pour 2050 selon différents scénarios d'émission de gaz à effet de serre sont consultables sur un site dédié publié par Météo-France en novembre 2022.

## Urbanisme

### Typologie
Au 1er janvier 2024, Hodenc-l'Évêque est catégorisée commune rurale à habitat dispersé, selon la nouvelle grille communale de densité à sept niveaux définie par l'Insee en 2022.
Elle est située hors unité urbaine. Par ailleurs la commune fait partie de l'aire d'attraction de Paris, dont elle est une commune de la couronne,. 

### Occupation des sols

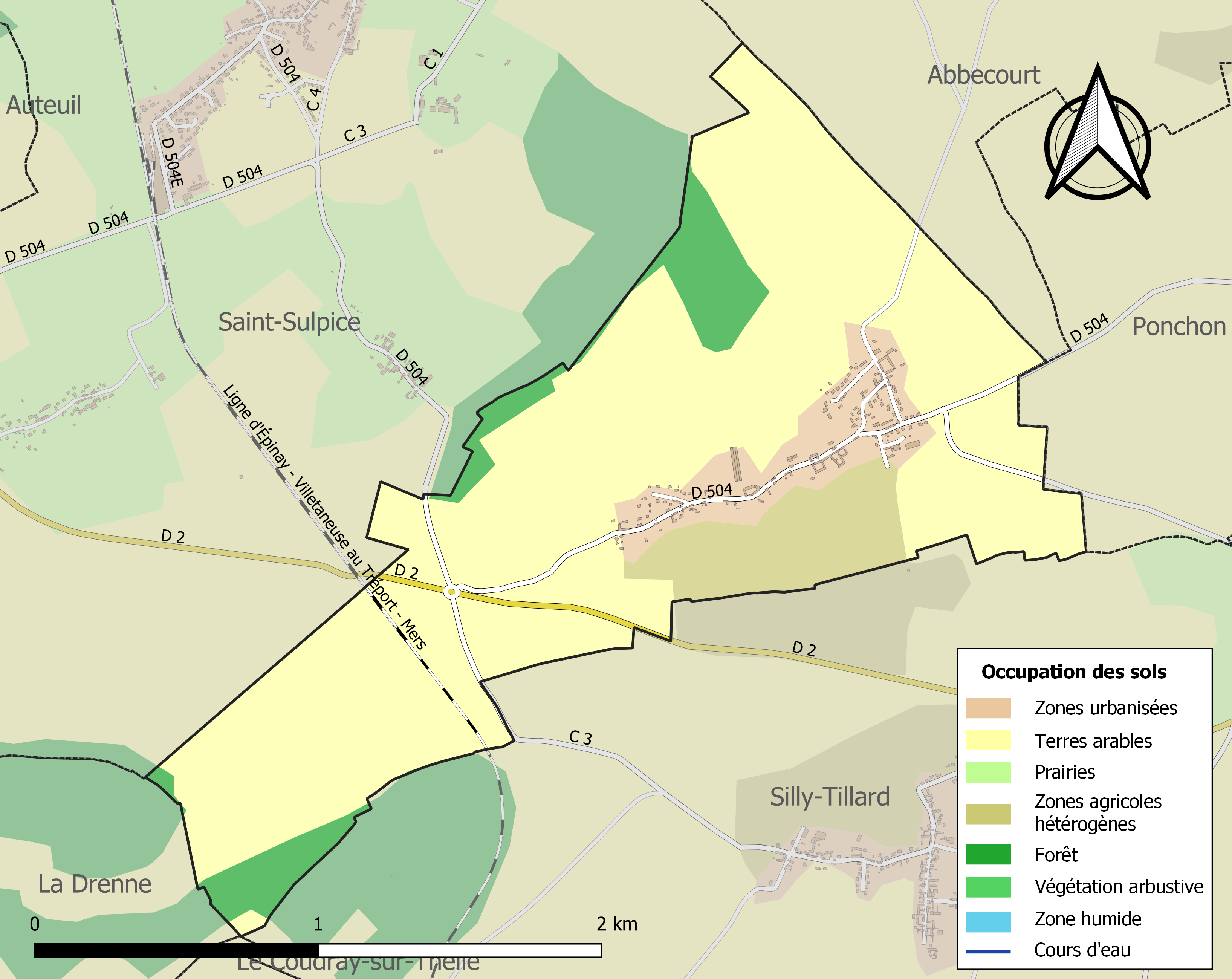
Carte des infrastructures et de l'occupation des sols de la commune en 2018 (CLC).

L'occupation des sols de la commune, telle qu'elle ressort de la base de données européenne d'occupation biophysique des sols Corine Land Cover (CLC), est marquée par l'importance des territoires agricoles (84,9 % en 2018), une proportion sensiblement équivalente à celle de 1990 (85,2 %). La répartition détaillée en 2018 est la suivante : 
terres arables (76,9 %), zones urbanisées (8,4 %), zones agricoles hétérogènes (8,1 %), forêts (6,7 %). L'évolution de l'occupation des sols de la commune et de ses infrastructures peut être observée sur les différentes représentations cartographiques du territoire : la carte de Cassini (XVIIIe siècle), la carte d'état-major (1820-1866) et les cartes ou photos aériennes de l'IGN pour la période actuelle (1950 à aujourd'hui).

### Habitat et logement
En 2018, le nombre total de logements dans la commune était de 109, alors qu'il était de 100 en 2013 et de 89 en 2008.
Parmi ces logements, 90,4 % étaient des résidences principales, 4,3 % des résidences secondaires et 5,3 % des logements vacants. Ces logements étaient pour 97,2 % d'entre eux des maisons individuelles et pour 2,8 % des appartements.
Le tableau ci-dessous présente la typologie des logements à Hodenc-l'Évêque en 2018 en comparaison avec celle de l'Oise et de la France entière. Une caractéristique marquante du parc de logements est ainsi une proportion de résidences secondaires et logements occasionnels (4,3 %) supérieure à celle du département (2,5 %) mais inférieure à celle de la France entière (9,7 %). Concernant le statut d'occupation de ces logements, 86,7 % des habitants de la commune sont propriétaires de leur logement (90,8 % en 2013), contre 61,4 % pour l'Oise et 57,5 % pour la France entière.
| Typologie                                               | Hodenc-l'Évêque | Oise | France entière |
| ------------------------------------------------------- | --------------- | ---- | -------------- |
| Résidences principales (en %)                           | 90,4            | 90,4 | 82,1           |
| Résidences secondaires et logements occasionnels (en %) | 4,3             | 2,5  | 9,7            |
| Logements vacants (en %)                                | 5,3             | 7,1  | 8,2            |

### Voies de communication et transports
La ligne d'Épinay - Villetaneuse au Tréport - Mers traverse le territoire communal, mais la station de chemin de fer la plus proche est la gare de Saint-Sulpice - Auteuil, desservie par des trains TER Hauts-de-France qui effectuent des missions entre les gares de Paris-Nord et de Beauvais. L'ancienne route nationale 1 (France métropolitaine) (actuelle RD 1001) passe à proximité.
La commune est desservie, en 2023, par les lignes 6101 et 6142 du réseau interurbain de l'Oise.

## Toponymie
Le nom de la localité est attesté sous les formes Hosdingus (1150) ; Hosdingum (1154) ; Hodencum episcopi (vers 1180) ; Hosdenc (1207) ; Houdenc (vers 1214) ; Houdentium (vers 1230) ; Houdencum (vers 1230) ; Guillelmus de Hosdengeio (1235) ; Hosdengues (1250) ; Dominus de Hosdenc (1237) ; apud Houdencum episcopi (1302) ; de Hodenco episcopi (vers 1320) ; Hodencq (1450) ; Hodenc levesque (1454) ; Hosdenc les Saint Sulpice (1460) ; Hodenc le vesque (1504) ; Houdens l'evesque (vers 1530) ; Houdan Lévêque (1540) ; Hosdencq l'Evesque (1635) ; Hosdenc lez Saint Sulpice (XVIIe) ; Hosdenc l'Evêque (XVIIe) ; Houdan l'Evesque (1667) ; Hodent l'Evesque (1669) ; Hodenc les Vignes (1794) ; Hodenc-Lévêque (1840) ; Hodenc-l'Évêque (XIXe).

Durant la Révolution, la commune porte le nom de Hodenc-les-Vignes, en raison du nombre important de plants de vignes qui poussaient sur les coteaux bien exposés de la commune.
Hodeng viendrait du composé germanique husidun ou husiding « Maison sur la hauteur ».
L'Évêque : Lieu dépendant autrefois du comté ecclésiastique (évêché comté) de Beauvais.

## Histoire

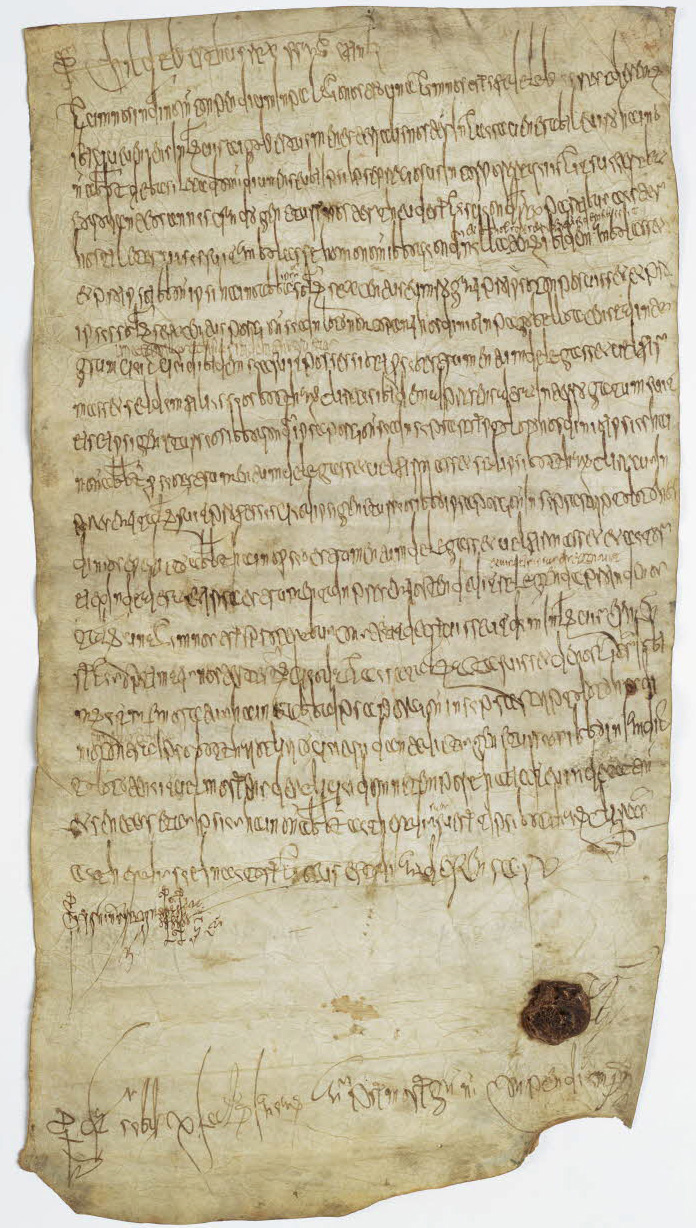
Jugement de Childebert III qui accorde à l'abbaye de Saint-Denis la terre de Hodenc-l'Évêque, le 23 décembre 695 (Archives nationales).

### Moyen Âge
Au XIIe siècle existait un château-fort, qui constituait une forteresse importante des évêques-comtes de Beauvais, jusqu' a sa destruction ordonnée en 1357.

### Temps modernes
Le village était un fief des évêques-comtes de Beauvais jusqu'en 1628, année où ils le vendent pour financer l'acquisition de la châtellenie de Beauvais.

### Époque contemporaine
Au XIXe siècle et au début du XXe siècle, les habitants fabriquaient notamment de la tabletterie et des brosses à dents. En 1900, on comptait au village deux épiceries, dont un café.

## Politique et administration

### Rattachements administratifs et électoraux
La commune se trouve dans l'arrondissement de Beauvais du département de l'Oise. Pour l'élection des députés, elle fait partie de la deuxième circonscription de l'Oise.
Elle faisait partie depuis 1801 du canton de Noailles. Dans le cadre du redécoupage cantonal de 2014 en France, la commune fait désormais partie du canton de Chaumont-en-Vexin.

### Intercommunalité
La commune faisait partie de la communauté de communes du pays de Thelle, créée en 1996.
Dans le cadre des dispositions de la loi portant nouvelle organisation territoriale de la République (Loi NOTRe) du 7 août 2015, qui prévoit que les établissements publics de coopération intercommunale (EPCI) à fiscalité propre doivent avoir un minimum de 15 000 habitants, le préfet de l'Oise a publié en octobre 2015 un projet de nouveau schéma départemental de coopération intercommunale, qui prévoit la fusion de plusieurs intercommunalités, et en particulier  de la communauté de communes du Pays de Thelle et de la communauté de communes la Ruraloise, formant ainsi une intercommunalité de 42 communes et de 59 626 habitants,.
La nouvelle intercommunalité, dont est membre la commune et dénommée communauté de communes Thelloise, est créée par un arrêté préfectoral du 30 novembre 2016 qui a pris effet le 1er janvier 2017.

### Liste des maires
| Période                                  | Période                   | Identité              | Étiquette | Qualité                                         |
| ---------------------------------------- | ------------------------- | --------------------- | --------- | ----------------------------------------------- |
| Les données manquantes sont à compléter. |                           |                       |           |                                                 |
|                                          |                           |                       |           |                                                 |
| 1968                                     | 1977                      | Sidonie Pesamosca     |           | Tenancière du café de la gare à Saint Sulpice   |
| avant 1988                               |                           | Jean-Claude Pesamosca |           |                                                 |
|                                          |                           |                       |           |                                                 |
| mars 2001                                | 2014                      | Jean-Marc Tintillier  |           |                                                 |
| 2014                                     | En cours (au 6 juin 2023) | Danielle Deblieck     |           | Cadre retraitée Réélue pour le mandat 2020-2026 |

## Équipements et services publics

### Enseignement
En 2016, les enfants de la commune sont scolarisés dans un regroupement pédagogique intercommunal regroupant Silly-Tillard et Hodenc-L'Évêque. L'école de Silly-Tillard devrait accueillir les 13 élèves de Hodenc-L'Évêque à la rentrée 2016-2017, malgré l'opposition des parents concernés. Les activités périscolaires se déroulent sur Noailles.

## Population et société

### Démographie

#### Évolution démographique
L'évolution du nombre d'habitants est connue à travers les recensements de la population effectués dans la commune depuis 1793. Pour les communes de moins de 10 000 habitants, une enquête de recensement portant sur toute la population est réalisée tous les cinq ans, les populations de référence des années intermédiaires étant quant à elles estimées par interpolation ou extrapolation. Pour la commune, le premier recensement exhaustif entrant dans le cadre du nouveau dispositif a été réalisé en 2004.

En 2022, la commune comptait 228 habitants, en évolution de −8,8 % par rapport à 2016 (Oise : +0,87 %, France hors Mayotte : +2,11 %).
| 1793 | 1800 | 1806 | 1821 | 1831 | 1836 | 1841 | 1846 | 1851 |
| ---- | ---- | ---- | ---- | ---- | ---- | ---- | ---- | ---- |
| 241  | 249  | 263  | 223  | 208  | 219  | 194  | 209  | 208  |

| 1856 | 1861 | 1866 | 1872 | 1876 | 1881 | 1886 | 1891 | 1896 |
| ---- | ---- | ---- | ---- | ---- | ---- | ---- | ---- | ---- |
| 204  | 205  | 204  | 175  | 157  | 152  | 155  | 135  | 150  |

| 1901 | 1906 | 1911 | 1921 | 1926 | 1931 | 1936 | 1946 | 1954 |
| ---- | ---- | ---- | ---- | ---- | ---- | ---- | ---- | ---- |
| 120  | 118  | 121  | 110  | 115  | 101  | 88   | 86   | 127  |

| 1962 | 1968 | 1975 | 1982 | 1990 | 1999 | 2004 | 2006 | 2009 |
| ---- | ---- | ---- | ---- | ---- | ---- | ---- | ---- | ---- |
| 80   | 84   | 83   | 124  | 153  | 190  | 213  | 228  | 236  |

| 2014 | 2019 | 2022 | - | - | - | - | - | - |
| ---- | ---- | ---- | - | - | - | - | - | - |
| 246  | 243  | 228  | - | - | - | - | - | - |

#### Pyramide des âges
La population de la commune est relativement jeune.
En 2018, le taux de personnes d'un âge inférieur à 30 ans s'élève à 32,9 %, soit en dessous de la moyenne départementale (37,3 %). À l'inverse, le taux de personnes d'âge supérieur à 60 ans est de 23,5 % la même année, alors qu'il est de 22,8 % au niveau départemental.
En 2018, la commune comptait 124 hommes pour 121 femmes, soit un taux de 50,61 % d'hommes, légèrement supérieur au taux départemental (48,89 %).
Les pyramides des âges de la commune et du département s'établissent comme suit.
| Hommes | Classe d’âge | Femmes |
| ------ | ------------ | ------ |
| 0,0    | 90 ou +      | 0,0    |
| 4,1    | 75-89 ans    | 3,3    |
| 22,0   | 60-74 ans    | 17,5   |
| 22,0   | 45-59 ans    | 25,8   |
| 17,9   | 30-44 ans    | 21,7   |
| 16,3   | 15-29 ans    | 14,2   |
| 17,9   | 0-14 ans     | 17,5   |

| Hommes | Classe d’âge | Femmes |
| ------ | ------------ | ------ |
| 0,5    | 90 ou +      | 1,4    |
| 5,5    | 75-89 ans    | 7,6    |
| 15,6   | 60-74 ans    | 16,3   |
| 20,8   | 45-59 ans    | 20     |
| 19,4   | 30-44 ans    | 19,4   |
| 17,6   | 15-29 ans    | 16,2   |
| 20,6   | 0-14 ans     | 19,1   |

## Économie
En 2016, il n'existe plus de commerces de proximité au village. L'activité économique se limite à des chambres d'hôtes.

## Culture locale et patrimoine

### Lieux et monuments
Hodenc-l'Évêque ne compte pas de monument historique classé ou inscrit sur son territoire. On peut néanmoins signaler :
- Église Saint-Pierre : De facture très simple, l'église se compose d'une nef unique non voûtée du XVIIe siècle, simple salle rectangulaire recouverte d'une charpente en carène renversée, et d'un chœur de deux travées se terminant par un chevet plat. Il date du XVIe siècle et est flanqué au sud par le clocher, de la même époque. Très austère, ses baies abat-son sont pourvues d'un remplage flamboyant comme unique décor. Le chœur a été bâti à l'économique. Il est voûté d'ogives, mais les ogives de profil prismatique retombent sur des tailloirs sans chapiteaux ; les fenêtres sont dépourvues de remplage ; et des désordres dans le mur du nord ont déformé le doubleau entre les deux travées du chœur.

Le maître-autel en pierre et stuc du XVIIe siècle est de style baroque et mérite l'attention, tout comme les vitraux de 1827, réalisés par l'atelier Houille de Beauvais. Les statues appartiennent à l'art populaire.

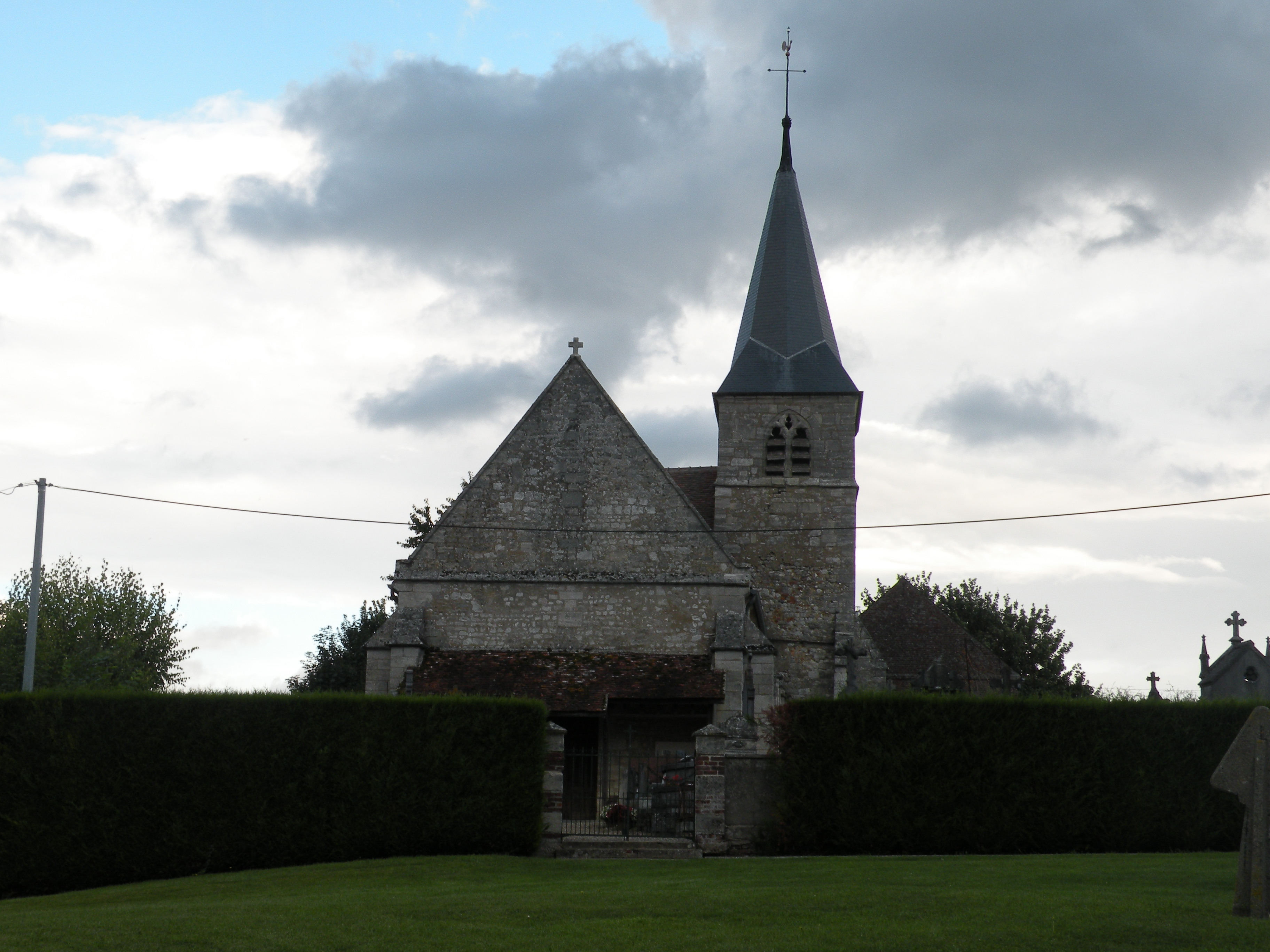
L'église.
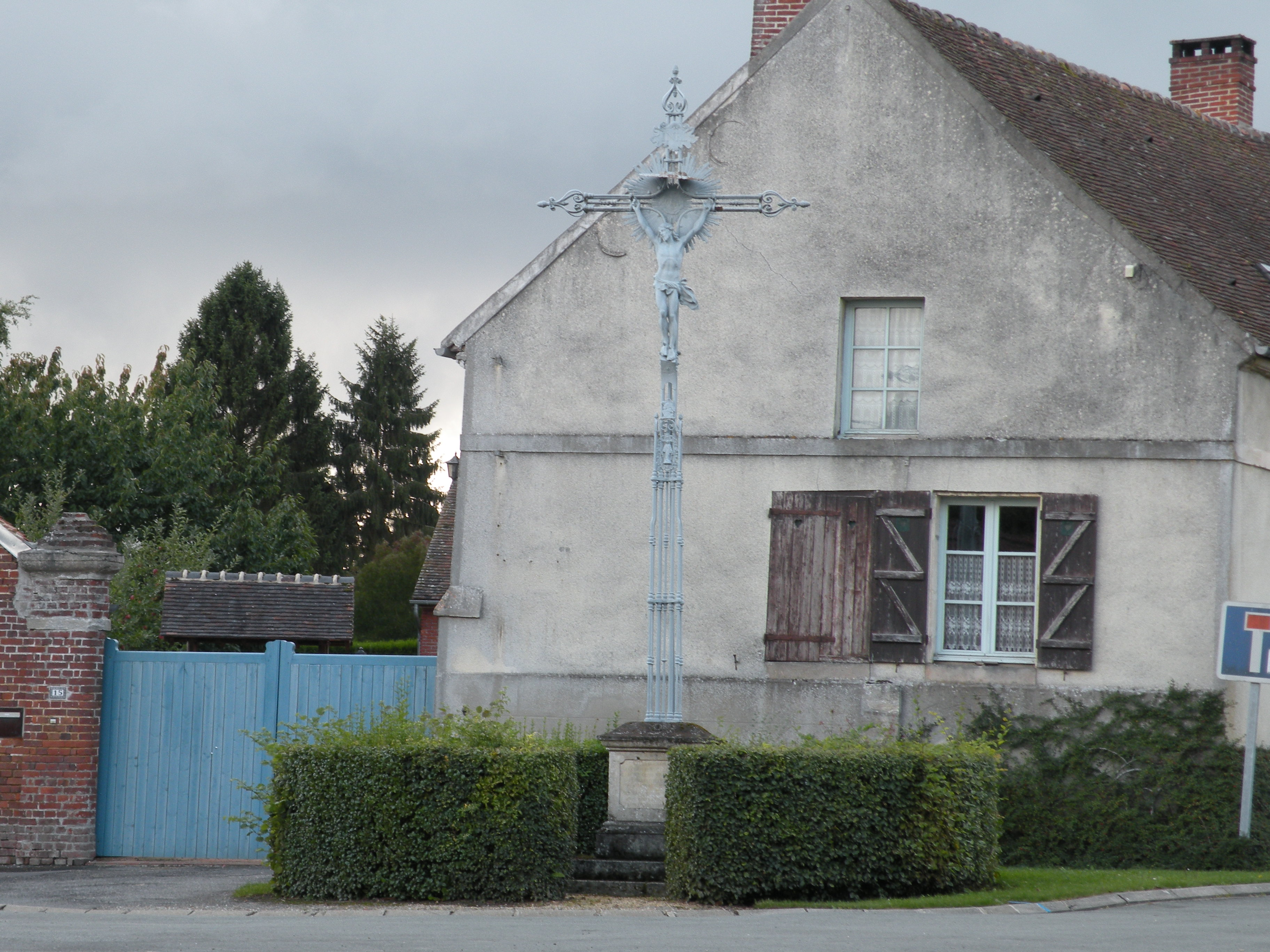
Croix de chemin.

## Pour approfondir